# Dobra (gemeente in powiat Łobez)
De gemeente Dobra is een gemeente in Polen. Aangrenzende gemeenten:
- Radowo Małe en Węgorzyno (powiat Łobez)
- Maszewo en Nowogard (powiat Goleniowski)
- Chociwel (powiat Stargardzki)

De zetel van de gemeente is in de stad Dobra.
De gemeente beslaat 10,9% van de totale oppervlakte van de powiat.

## Demografie
De gemeente heeft 11,7% van het aantal inwoners van de powiat.

## Plaatsen
- Dobra (Duits Daber, stad sinds 1331)

Administratieve plaatsen (sołectwo) van de gemeente Dobra:
- Anielino, Bienice, Błądkowo, Dobropole, Grzęzno, Krzemienna, Tucze en Wojtaszyce.

Zonder de status sołectwo : Grzęzienko, Wrześno, Zapłocie.